# Pagórek (województwo podkarpackie)

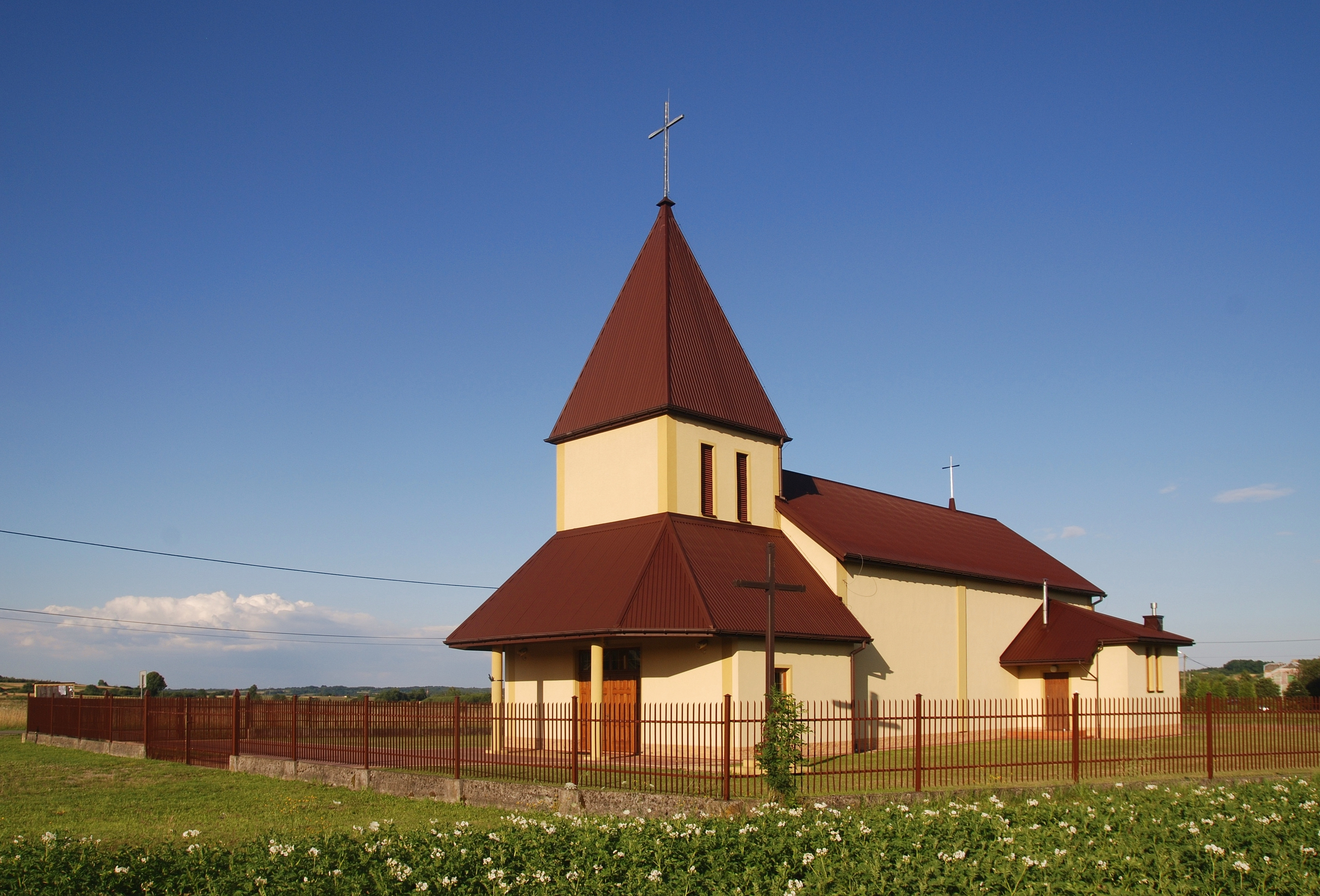
Kościół Matki Bożej Królowej Polski

Pagórek – wieś w Polsce położona w województwie podkarpackim, w powiecie jasielskim, w gminie Dębowiec.
Wierni Kościoła rzymskokatolickiego należą do parafii Najświętszego Serca Pana Jezusa w Pagorzynie.
W latach 1975–1998 miejscowość administracyjnie należała do województwa krośnieńskiego.
Część granic wsi jest jednocześnie częścią granicy województw podkarpackiego i małopolskiego.